# Irena Blühová
Irena Blühová (geboren am 2. März 1904 in Považská Bystrica, Österreich-Ungarn, heute Slowakei, gestorben am 30. November 1991 in Bratislava) war eine tschechoslowakische und slowakische Fotografin, Publizistin und Hochschullehrerin. Von 1931 bis 1932 studierte sie am Bauhaus in Dessau.

## Leben

### Jugend
Irena Blühová, die sich auch Iren Blüh nannte, stammte aus einer jüdischen Familie, die mit finanziellen Schwierigkeiten zu kämpfen hatte. Sie hatte fünf Geschwister. Von 1914 bis 1918 besuchte sie die Höhere Töchterschule und das Gymnasium im slowakischen Trenčín. Nach dem Ersten Weltkrieg brachte der Lebensmittelladen des Vaters nicht mehr genügend ein, um das Schulgeld für die Tochter aufzubringen. So ging Blühová bereits mit 14 Jahren von der Schule ab und begann als Aushilfssekretärin in einem Notariat zu arbeiten. Von 1920 bis 1929 arbeitete sie als Bankangestellte, was ihr ermöglichte, ihre Schulbildung zwischen 1922 und 1926 am Realgymnasium in Bratislava fortzusetzen.

### Anfänge als Fotografin
Mit 17 Jahren trat Blühová 1921 der tschechoslowakischen Kommunistischen Partei (KSČ) bei. 1924 kaufte sie ihre erste Kamera. Auf Bergtouren mit dem Jugendklub der KSČ in die Region um ihre Heimatstadt begann sie zu fotografieren, zunächst ihre eigenen Erlebnisse, bald aber auch die Menschen, die sie unterwegs traf. So entstanden eindrückliche Aufnahmen von Bettlern, Vagabunden, Landarbeitern und Behinderten, deren schlechte Lebensumstände sie auf diese Weise dokumentierte. Zwischen 1927 und 1930 schuf Blühová elf Fotoserien, die auf das Lumpenproletariat fokussierten. Kommunistische Abgeordnete nutzten Blühovás Fotos, um bei parlamentarischen Debatten auf die sozialen Zustände in der Region hinzuweisen. Die Fotos wurden aber auch ab 1929 in progressiven Kulturmagazinen wie Dav abgedruckt. Eines der Fotos verwendete John Heartfield später für eine Fotomontage für den Buchumschlag der deutschen Ausgabe von Peter Jilemnickýs Roman Brachland (1935). Andere Fotoserien von ihr dokumentierten Handwerker bei der Arbeit, zum Beispiel Korbmacher. Ein weiteres ihrer Fotos zeigt ihren Jugendfreund Imro Weiner-Král nackt auf Skiern. Das technisch brillant gemachte, humorvoll gestaltete Foto kehrte die gängige Künstler-Modell-Beziehung um und war das erste veröffentlichte Aktfoto eines Mannes in der Slowakei, das von einer Frau aufgenommen wurde.
1929 kandidierte sie in ihrer Heimatstadt für die Kommunistische Partei. Daraufhin versetzte ihre Bank sie aus „disziplinarischen Gründen“ in das weit entfernt liegende Kysuca-Tal, dessen wirtschaftliche Lage noch schlechter war. Dort entwickelte sie ihre fotografischen Fertigkeiten weiter.

### Die Zeit am Bauhaus in Dessau
Imro Weiner-Král, ein surrealistischer Maler, studierte in den 1920er Jahren in Düsseldorf, Berlin, Prag und Paris. Blühová besuchte ihn oft, knüpfte so vielfältige Kontakte und kam so auch mit progressiver internationaler Literatur in Berührung. Im Mai 1927 las Blühová Ilja Ehrenburgs Artikel über seinen Besuch des Dessauer Bauhauses in der Frankfurter Zeitung, wodurch bei ihr der Wunsch entstand, selbst dort zu studieren. Dazu trug maßgeblich bei, dass die Bauhaus-Meister László Moholy-Nagy, Paul Klee und Wassily Kandinsky ihre Arbeiten der Internationalen Arbeiterhilfe (IAH) gewidmet hatten.
Blühová kam im Frühjahr 1931 nach Dessau, wo sie ihre Ausbildung mit dem Vorkurs bei Josef Albers begann. Danach wechselte sie in die Werkstatt für Druck und Reklame von Joost Schmidt und besuchte auch Walter Peterhans’ Fotoklasse, wo sie ihre autodidaktisch erlernten technischen Fähigkeiten weiter ausbaute. Zu diesem Zeitpunkt war ihr Ziel, später als Fotojournalistin ihr Geld zu verdienen.
In der Fotoklasse setzte sich Blühová intensiv mit Bild-Komposition auseinander und untersuchte in ihren Arbeiten den Effekt von Licht auf unterschiedliche Formen. In dieser Zeit hielt sie das Leben am Bauhaus in vielfältiger Weise mit ihrer Kamera fest. In einem Bild („Siesta“) überlagerte sie zum Beispiel zwei Negative – eines von zwei Bauhaus-Studentinnen am Mittagstisch und eines von einem schlafenden Studenten. Große Bekanntheit erhielt das Bild „Bedienerin im Bauhaus“, das eine junge Frau in Nahaufnahme zeigt. Durch die untersichtige Kameraperspektive gestaltete sie das Foto als eine Ikone körperlicher Arbeit. Auch in „Fuhrmann vor dem Bauhaus“ bringt sie die körperliche Arbeit mit dem modernistischen Bauhaus in Verbindung. Blühovás Hang zur Sozialfotografie wurde nur von wenigen am Bauhaus geteilt.
Während ihres Bauhaus-Studiums wohnte sie in einem Wohnheimzimmer der örtlichen Junkers-Werke zur Miete und hatte so Kontakt zu den Arbeitern des Betriebs. Sie wurde Mitglied der 1922 gegründeten Kommunistischen Studentenfraktion (Kostufra) und beteiligte sich an Protestmärschen der Junkers-Arbeiterinnen und -Arbeiter gegen die aufstrebende Nationalsozialistische Deutsche Arbeiterpartei. Gemeinsam mit den Kostufra-Angehörigen Judit Kárász und Ricarda Schwerin organisierte sie eine Berlin-Fahrt für die Kinder der Arbeiter und engagierte sich allgemein stark für die Fraktion, wie die Organisation von Treffen und das Verteilen von Flugblättern und der kommunistischen Arbeiter-Illustrierte-Zeitung (A-I-Z). Sie trug auch zur studentischen Bauhaus-Zeitschrift bauhaus – sprachrohr der studierenden bei. Der Bauhaus-Direktor Ludwig Mies van der Rohe hatte 1930 den Bauhaus-Studierenden alle derartigen politischen Aktivitäten verboten, weshalb dieses Engagement heimlich erfolgen musste.

### 1932 bis Ende des Zweiten Weltkriegs
1932 beorderte die KSČ Blühová in die Tschechoslowakei zurück, weshalb sie ihr Studium nach drei Semestern abbrechen musste. Zunächst arbeitete sie noch einige Monate für die A-I-Z, bevor sie in Bratislava einen eigenen Buchladen unter dem Namen Blüh kníhkupectvo eröffnete. Der Buchladen diente de facto als Zweigstelle der Kommunistischen Internationalen und gehörte zu Willi Münzenbergs kommunistischem Medienkonzern. Blühova und Weiner-Král heirateten 1933.
1933 war Blühová eine Mitbegründerin der dreisprachigen Agitprop-Theatergruppe Dielňa-Werkstatt „Mühely“ und organisierte dokumentatorische Ausstellungen der Linken in Bratislava. In dieser Zeit schuf sie Fotoserien, zum Beispiel von Arbeiterinnen einer Tabakfarm, und stellte den Hunger und die Armut der Industriearbeiter in Fotomontagen dar. Ihre Arbeiten wurden ab 1932 als Titelbilder verschiedener Zeitschriften, darunter der A-I-Z veröffentlicht, allerdings nur anonym. Sie wurde Mitbegründerin und Organisatorin des Verbandes der gesellschaftlich engagierten Fotografen (Sociofotó), deren Mitglieder ihre Fotos nur mit dem Verbandsnamen signierten. 1938 studierte Blühová für kurze Zeit an der Filmklasse von Karol Plicka an der Kunstgewerbeschule in Bratislava, die wegen des ähnlichen Konzepts auch „Bauhaus Bratislava“ genannt wird.
Nach Ausbruch des Zweiten Weltkriegs schloss sich Blühová der Widerstandsbewegung an. 1942 wurde sie von einem nationalsozialistischen Spion enttarnt. Blühová tauchte daraufhin unter dem Pseudonym Elena Fischerová bis Kriegsende unter. 1944 beteiligte sie sich am slowakischen Nationalaufstand. Ihr Vater und viele Familienmitglieder wurden im Holocaust ermordet.

### Nachkriegszeit
1945 gründete Blühová den Verlag Pravda in Bratislava und leitete ihn bis 1948. In dieser Zeit begann sie mit dem fotografischen Zyklus „Persönlichkeiten“. Nach der Gründung der Tschechoslowakischen Republik 1948 gründete sie mit anderen die Slowakische Genossenschaft für Volkskunstgewerbe in Bratislava und leitete diese bis 1951. 1951 gründete sie die Slowakische Pädagogische Bibliothek, die sie bis 1966 leitete. In dieser Zeit war sie zudem als Dozentin an der Philosophischen Fakultät der Komensky-Universität Bratislava tätig sowie als Redaktionsmitglied verschiedener Zeitschriften und Mitglied des Zentralen Bibliotheksrats der Tschechoslowakei. Darüber hinaus veröffentlichte sie mehrere Kinderbücher.
1966 ging Blühová in den Ruhestand, war aber weiterhin publizistisch und fotografisch tätig. 1968 nahm sie an der internationalen Konferenz „Výtvarné avantgardy a dnešok“ (Avantgarde und Gegenwart) in Smolenice teil, die dem Bauhaus und der Kunstgewerbeschule Bratislava gewidmet war. Im Zuge des sogenannten Normalisierungsprozesses der 1970er Jahre, d. h. der Revertierung der Reformversuche des Prager Frühlings von 1968, wurde sie zu einer „Person von besonderem (polizeilichen) Interesse“ erklärt. 1983 und 1986 nahm Blühová am dritten und vierten Internationalen Bauhaus-Kolloquium in Weimar teil.

## Ehrungen
- 1964 erhielt Blühová den Orden für hervorragende Arbeit.[3]
- 1989 erhielt sie die Josef-Sudek-Medaille zum 150. Jubiläum der Erfindung der Fotografie.[3]

## Veröffentlichungen
- Irena Blühová: Bauhaus – očami býyalého študenta / Das Bauhaus – wie es ein Student erlebte. In: Ars. Band 2, Nr. 3, 1969, S. 125–135 (uni-heidelberg.de).
- Irena Blühová: Mein Weg zum Bauhaus. In: Bauhaus 6. Teil I: 114. Verkaufsausstellung vom 5.11. bis 20.11.1983. Irena Blühová und Albert Hennig, engagierte Fotografie vom Bauhaus bis heute. Tschechoslowakische Fotografen 1900 bis 1940. Staatlicher Kunsthandel der DDR, Galerie am Sachsenplatz, Leipzig 1983, S. 8–9.
- Irena Blühová: Fragebogen einer ehemaligen Bauhaus-Schülerin oder Mein Weg zum Bauhaus. In: Susanne Anna (Hrsg.): Das Bauhaus im Osten. Slowakische und tschechische Avantgarde 1928–1939. Gerd Hatje, Ostfildern-Ruit 1997, ISBN 3-7757-0729-8, S. 188–197 (Abdruck eines 1989 von Blühová beantworteten Fragebogens, der sich im Bauhaus-Archiv Berlin befindet).